# Albert Gottfried Dietrich
Albert Gottfried Dietrich (Danzig, 8 de noviembre de 1795 - Berlín, 22 de mayo de 1856) fue un botánico y micólogo alemán.
Trabajó como curador en el Jardín Botánico de Berlín y enseñó en el Instituto de horticultura de Berlín-Schöneberg.
Con Christoph Friedrich Otto (1783-1856), editan un periódico dedicado a jardinería Allgemeine Gartenzeitung de 1833 a 1856.

## Algunas publicaciones
- Terminologie der phanerogamischen Pflanzen..., 1829.

- Flora regni borussici, 1833-1844.

- Allgemeine Naturgeschichte und specielle Zoologie für Pharmaceuten und Mediciner. Enslin, Berlin 1842.
- La abreviatura «A.Dietr.» se emplea para indicar a Albert Gottfried Dietrich como autoridad en la descripción y clasificación científica de los vegetales.[1]